# ENATRU
La Empresa Nacional del Transporte Urbano del Perú (ENATRU PERÚ S.A.) fue una empresa estatal encargada del transporte urbano en distintos departamentos del Perú. Existió entre 1976 y 1992. La primera línea, de color amarillo, inspiró la Rede Integrada de Transporte de Curitiba, y de esta los BTR de todo el mundo.

## Antecedentes
Los antecedentes más remotos de Enatru Perú se remontan hacia los años 1940, cuando existía el llamado Servicio Municipal de Transportes (el de la conocida ruta Tacna–Trípoli). Este servicio municipal, tras una serie de fallas administrativas y operativas fue disuelto. En 1965 se crea la Administradora Paramunicipal de Transporte de Lima (también conocida como APTL) por el entonces alcalde Luis Bedoya Reyes. La APTL se inaugura con un lote de 360 ómnibus Büssing Senator, traídos desde Alemania en dos lotes (el primero de 150 y el segundo de 210), asumiendo las rutas del Servicio Municipal de Transportes y crea nuevas líneas acorde con el crecimiento de Lima. Con la APTL el servicio mejoró bastante respecto al Servicio Municipal de Transportes y con los Büssing surgieron rutas a diversos puntos de la capital. El defecto que se les atribuye a estas rutas es que la mayor parte de los recorridos eran en zonas de clase media y alta. Para optimizar el Servicio, choferes y mecánicos fueron enviados a entrenarse en Alemania y técnicos alemanes vinieron a dar entrenamiento en el país a otro grupo de personal, creando una nueva filosofía de servicio en el transporte, la cual se mantuvo hasta el fin de operaciones de Enatru Perú S.A. Asimismo, allí se introdujo la última innovación en Transporte: El chofer cobrador, esquema exitoso en varios países de Europa.
En contraparte surge una empresa organizada por las Municipalidades del Rimac y Comas llamada SPTC para lo cual se importan 122 unidades Pegaso 5022 que cubren las rutas Urbanas El Bosque (Rimac) - Chorrillos, Collique - Plaza de Acho, Chorrillos - La Balanza (Comas). La ineficiencia en el manejo de esta empresa así como la crisis de repuestos hizo que para 1973, esta empresa tuviera solo la Ruta El Bosque - Chorrillos para luego desaparecer en su totalidad, siendo todos los buses confinados en un almacén del km. 14 de la Av. Túpac Amaru de propiedad de la Municipalidad de Comas.
En total, la Administradora Paramunicipal de Transporte de Lima formó 14 rutas con los Büssing:
| LINEA APTL | RUTA |
| ---------- | --- |
| 1          | Malecón Rímac - Av. Tacna - Miraflores - Ov. Balta - El Palmar |
| 2          | Lima (Plaza San Martín) - Av. Arequipa - Miraflores - Barranco |
| 10A        | Rímac - Barrios Altos - Av. Grau - Av. Cuba - Pueblo Libre (Cdra. 17 Av. Bolivar)                                                                                                 |
| 10B        | Rímac - Centro Histórico - Av. Manco Cápac - Balconcillo - Av. Canevaro - Magdalena                                                                                               |
| 12         | Rímac - Pueblo Libre - San Miguel |
| 48         | Callao - Policlínico Obrero - Av. La Marina - Feria - Magdalena - Hospital del Empleado - Av. Abancay - Urb. Zárate                                                               |
| 54A        | Chorrillos - Escuela Militar - Av. Reducto - Av. Petit Thouars - Av. Wilson - Lima - Rímac                                                                                        |
| 54B        | Lima - Caquetá - Colmena - San Isidro - Av. República de Panamá - Chorrillos - Curva de Villa - La Campiña                                                                        |
| 56         | Lima (Plaza San Martín) - Colmena - Av. Colonial - Real Felipe - La Punta |
| 59A        | Alameda Descalzos - Abancay - Salaverry - Pardo - Miraflores - Benavides - Chama                                                                                                  |
| 59B        | UV. Rímac - Abancay - 28 de Julio - Salaverry - Miraflores - Primavera - Monterrico (Escuela Normal)                                                                              |
| 66         | San Martín de Porres (Av. Perú) - Nicolás Dueñas - Alfonso Ugarte - Azángaro - Colmena - La Victoria (Av. Grau) - C.Central - Santa Anita                                         |
| 71         | Ciudad Universitaria - UV. Mirones - Breña - P. Colón - Azángaro - Abancay - Pq. Cánepa - Salamanca - Hipódromo - El Derby - Museo de Oro - El Polo - Monterrico (Escuela Normal) |
| 76         | Plaza Unión (Clínica Castilla) - Alfonso Ugarte - Hospital del Empleado - Surquillo - Ov. Higuereta - Centro Técnico - San Juan de Miraflores (Centro Médico María Auxiliadora)   |

## Los años setenta
El servicio operó muy bien hasta el momento en que el gobierno militar restringe las importaciones entre ellas la de repuestos de los Büssing Senator, esto comienza a originar una crisis de operatividad en la flota que comienza a mermar el servicio. Adicionalmente a esto la firma alemana Büssing fue absorbida por la empresa MAN y sus modelos se discontinuaron entre ellos el Senator. Para paliar este problema en 1973 llega la segunda adquisición de APTL, fue un lote de 100 unidades Van Hool carrozadas en Lier - Bélgica sobre chasís suecos Volvo B58 con caja de cambios semiautomática CAV. En 1974 llega uno de los lotes más recordados: Los 50 Ikarus Bus que fueron el primer lote de ómnibus articulados que llegaron al Perú procedentes de Hungría y se repartieron en 3 novedosas rutas llamadas Expresos. Estas rutas fueron la: A (Lima – Villa el Salvador) , B (Lima – Chorrillos) y la C (Lima – San Juan de Miraflores).
En 1975 con la aparición de Transportes Lima Metropolitana Empresa de Propiedad Social (TLM-EPS), la cual tomó las rutas de sus cooperativas originarias, la APTL tuvo que cancelar las principales rutas que se superponían al no poder competir con las unidades Thomas Volvo B5-8 recientemente adquiridas. En este caso estuvieron las líneas 56 (superpuesta con la Línea 25), 66 (superpuesta con la Línea 35) y 71 (superpuesta con la Línea 61) Asimismo, desaparecieron las líneas 10A y 10B.

## La fundación
La fundación oficial de Enatru Perú se da el 8 de junio de 1976, inicialmente como Enatru Perú Lima–Callao, tras la estatización de la APTL. La paramunicipal para entonces ya afrontaba una serie de problemas como falta de flota, conflictos sindicales, etc. El gobierno militar de Francisco Morales Bermúdez decide asumir la APTL como empresa del Estado, adscrita al Sector Transportes y Comunicaciones. En el periodo inicial se recuperaron varios Bussing, adaptándoles Motores Perkins fabricados por Modasa. La única línea nueva que formaron en aquella época fue la Línea 12A que cubría una de las dos rutas denominadas Racionales (que para llegar de un punto a otro de la ciudad no usaban el Centro de Lima) como el Residencial San Felipe - Javier Prado - Colegio Recoleta. La otra ruta racional fue la Racionalización 30 de TLMEPS (Transportes Lima Metropolitana Empresa de Propiedad Social) o R30. Después de estos dos exitosos proyectos del transporte, otras empresas comenzaron a seguir esta tendencia y a alejar los paraderos finales del Centro de Lima. Asimismo, a partir de la 12A se formó un proyecto explorador del Distrito de La Molina (que solo contaba con una línea de microbuses), mediante un urbanito y estableciendo boletos de conexión. Estos estudios servirían posteriormente para la formación de las líneas 13 y 13A.
La flota seguía disminuyendo tanto así que en 1980 solo circulaban 11 Ikarus de los 50 adquiridos y la flota de Bussing era menor a 100 unidades. Solo los Volvo Vanhool seguían funcionando normalmente ya que contaban con una adecuada provisión de repuestos.

## Carácter nacional
Durante el segundo gobierno de Fernando Belaúnde Terry (1981), Enatru adquiere carácter nacional y se convierte simplemente en Enatru–Perú S.A.. El mismo año coincide con la incorporación de dos importantes lotes de ómnibus: el primero, los Volvo modelo Enatru 80 carrozados por las empresas Camena y Moraveco, ensamblados en Perú con chasís sueco Volvo B58 con caja de cambios automática Morse. Los Volvo Camena y Moraveco hicieron un total de 300 ómnibus, que reemplazaron en sus diversas rutas a los Büssing, que para entonces ya había quedado inutilizada como chatarra más de la mitad de la flota. La otra adquisición fueron 50 ómnibus articulados Volvo, con carrocería Marcopolo modelo San Remo, traídos desde Brasil. Estos articulados reemplazarían a los Ikarus que también quedarían prácticamente extintos para entonces, ante la dificultad de conseguir repuestos para ellos en el Perú. Un proyecto interesante fue el llamado "Romeo y Julieta" que consistía en convertir un viejo Bussing en un remolque sin motor. Este era remolcado por un Bus Enatru 80. Este proyecto sirvió bastante para mantener el creciente público de la línea 12A.

## Los años ochenta
Para 1984, llega el segundo lote de articulados Volvo Marcopolo (diseño San Remo). Esta vez fueron 100 articulados más que se adhirieron a la flota de Enatru-Perú. Con estos buses, surgieron nuevas líneas, tales como la 13A (La Molina – Santa Patricia - Avenida Javier Prado – Avenida La Marina – La Punta) y la Z (Zárate – Avenida Emancipación – Panamericana Norte – Puente Piedra). En junio de 1985 llega otro importante lote de ómnibus. Esta vez, buses convencionales ensamblados en el país por Camena y Morillas: los Volvo B10M, ómnibus bastante parecidos a los Volvo Moraveco y Camena, que habían sido traídos cuatro años antes.

## El auge
Sin lugar a dudas, los mejores años para Enatru Perú fueron entre 1986 y 1988, con el primer gobierno de Alan García. En marzo de 1986 se incorpora a la flota el lote más grande de ómnibus: 450 buses Mercedes Benz, ensamblados en Perú por Etramsa. Con esta adquisición es que Enatru sale de Lima y se instala en ciudades como: Arequipa, Cusco, Juliaca, Trujillo, Chimbote, Chiclayo, Piura, Cajamarca y Pucallpa. En Lima, con la entrada de los Mercedes Benz, Enatru crea una serie de rutas que abastecen el servicio a los lugares más periféricos de la capital. 
El broche de oro para esta buena época de Enatru Perú se da en agosto de 1988, con la llegada de los buses Volvo B58 Marcopolo modelo Torino, que reemplazarían a los Volvo Camena, Moraveco y Morillas en sus diferentes rutas. Buses bastante modernos para lo que tenía Enatru hasta entonces y que en un inicio fueron sólo 15 unidades, hasta completar los 270 de toda la flota, los que llegaron en varias tandas hasta 1991. Otro logro importante que se dio en aquel 1988, fue que se llevó a cabo el ambicioso plan Reflotamiento 88 (otro bus a tu servicio) en donde se devolvería a la operatibilidad a muchas unidades malogradas y hasta inservibles. Finalmente, en marzo de 1990 el gobierno japonés donó 80 ómnibus Hino, de uso exclusivo para rutas periféricas del Cono Norte.

## Declive
El declive de Enatru Perú coincidió con el inicio de la gran crisis económica de Alan García, en 1988. La empresa se convirtió en un permanente caos institucional y económico. Su crisis administrativa se manifestaba a través de su sobrepoblación laboral. Por otro lado, el terrorismo golpeó gravemente a Enatru Perú. Elementos subversivos de Sendero Luminoso y MRTA destruyeron más de un centenar de unidades, entre los años 1989 y 1992. Y los terroristas no solamente se dedicaron a incendiar ómnibus. Asesinaron a conductores que se oponían a que les quemen sus unidades. Estos hechos agravaron enormemente la situación de la empresa, que terminó convirtiéndose en un parásito para el Estado. En lo operativo, la destrucción de unidades por parte de los terroristas por un lado y el hecho de que quedaran muchas otras malogradas por falta de repuestos y sin presupuesto para ser reflotadas, obligó a que desaparecieran varias líneas de transporte o en su defecto, que se fusionaran unas con otras.
Finalmente, en 1992 durante el primer gobierno de Alberto Fujimori y habiéndose vuelto una completa carga para el Estado Peruano, es que se considera que Enatru sea privatizada. Como ya se había promulgado el Decreto Legislativo n.º 651 que liberalizaba el transporte, se intentó privatizarla durante las Fiestas Patrias peruanas (28 y 29 de julio de 1992). Como nadie se mostró interesado en Enatru Perú, el 10 de agosto de 1992 se finalizaron las operaciones de la empresa y se procedió a venderla a los mismos trabajadores, los cuales para seguir operando generaron empresas de transporte con algunas rutas. El cambio no fue del todo positivo pues, una vez que los transportistas se hicieron cargo, decidieron mantener solo las rutas que a ellos les convenía económicamente, perjudicando a muchos usuarios, pues se suprimieron muchas de las rutas importantes, las cuales quedaron a merced de las combis.
Años después de desaparecer Enatru Perú (exactamente tres años después, 1995, final del primer gobierno de Alberto Fujimori), el Gobierno Peruano junto con el Ejército Peruano, llevaron a cabo un muy ambicioso plan denominado "Material de Guerra". En las plantas de Material de Guerra, muchos de los ómnibus que habían sido incinerados durante los tiempos del terrorismo y que quedaron varados como chatarra en los antiguos depósitos de Enatru, fueron reconstruidos por los mismos soldados del Ejército. Rescataron las superestructuras y demás partes aún utilizables (como los ejes y chasis) que quedaron de los buses chatarreados y los reconstruyeron, devolviéndolos a la operatividad. Una vez reconstruidos los buses, fueron donados a diferentes instituciones del país, sobre todo institutos tecnológicos y universidades.

## Actualidad
En la actualidad ya casi no quedan líneas que fueron de Enatru Perú. De las más de treinta que quedaron hasta los días de la privatización en 1992, solamente subsisten: la 48 (operada actualmente por la Empresa de Transportes Chabaquito S.A.C. que, con su código actual de 1474, hace el recorrido de: Campoy - Mangomarca - Zárate - Avenida Abancay - Hospital del Empleado). También subsistió la 76 (San Martín de Porras - Cercado de Lima - Avenida Salaverry - Lince - Avenida República de Panamá - Avenida Tomás Marzano - San Gabriel) hasta el año 2015, con su código 2801 (anteriormente IO77) y la 54 (como la línea 03 desde la alcaldía de Ricardo Belmont en 1993) y con una ruta radicalmente cambiada. Por ejemplo, de esta 03 que iba desde fines de los años noventa por la Vía Expresa, desde el año 2010 se vio obligada a desviarse hacia la Panamericana Sur, ya que el uso de la Vía Expresa para ómnibus fue confinada exclusivamente para el Metropolitano, el cual generó el cierre de varias otras empresas (Ikarus, Etrusemsa y Villa del Sur) y su recorrido es de Chorrillos a Carabayllo pero dejo de prestar servicio en el 2024. Los Torino (que fueron los últimos buses que quedaron de Enatru Perú) desde que empezó la década del 2010 han ido desapareciendo casi en su totalidad y desplazados por otro tipo de buses más modernos (Modasa, más que todo). Hay casos de otras líneas ex Enatru que ya desde hace mucho tiempo atrás, si bien conservan casi toda la ruta inicial, han pasado a convertirse en empresas que usan vehículos de menor tamaño (9 metros) como es el caso de la línea 12. La empresa Transur (Ex Línea 7 hoy 1003) fue vendida a la empresa El Rápido, y su ruta fue modificada en varios tramos hasta su cierre en 2015, cuando se prohibió el tránsito por la Avenida Arequipa para dar paso a los Corredores complementarios. Subsiste también, aunque con muchas modificaciones la Línea 04 (hoy L08 con ruta1098 - Empresa Línea 4 S.A) y la 02 Alfa que desde el 2010 comenzó a ir por La Zona Este de Lima y cambiaron sus colores a Celestes con Franjas Blanca y con el nombre de "Cruz del Centro" desde el 2018.

## Datos adicionales

### Parque vehicular (Ómnibus)
| MARCA                                                          | MODELO  | PROCEDENCIA   | CANTIDAD | AÑO  | PADRONES    |
| -------------------------------------------------------------- | ------- | ------------- | -------- | ---- | ----------- |
| Büssing                                                        | Senator | Alemania      | 362      | 1965 | 201- 562    |
| Van Hool Volvo                                                 | B-88    | Bélgica       | 100      | 1973 | 563 - 662   |
| Ikarus Bus                                                     | 280     | Hungría       | 50       | 1974 | 663 - 712   |
| Moraveco Enatru 80 Volvo                                       | B-58    | Perú          | 150      | 1981 | 713 - 862   |
| Camena Enatru 80 Volvo                                         | B-58    | Perú          | 150      | 1981 | 863 - 1012  |
| Marcopolo San Remo Volvo                                       | B-58    | Brasil        | 50       | 1981 | 1013 - 1062 |
| Marcopolo San Remo Volvo                                       | B-58    | Brasil        | 100      | 1984 | 1063 - 1162 |
| Morillas Volvo                                                 | B-10 M  | Perú          | 150      | 1985 | 1163 - 1312 |
| Camena Volvo                                                   | B-10 M  | Perú          | 150      | 1985 | 1312 - 1462 |
| Mercedes Benz Monobloco (Ensamblados por Etramsa)              | O-364U  | Brasil - Perú | 470      | 1986 | 1463 - 1932 |
| Marcopolo Torino LN (Ensamblados por Etramsa y Morillas) Volvo | B-58    | Brasil - Perú | 230      | 1988 | 1933 - 2162 |
| Hino                                                           | Rainbow | Japón         | 80       | 1990 | 2163 - 2242 |
| Marcopolo Torino LN (Ensamblados por Etramsa y Morillas) Volvo | B-58    | Brasil - Perú | 40       | 1991 | 2243 - 2282 |

Respecto a los buses cabe indicar que, el Decreto por el cual se fundó Enatru Perú, incluía 122 ómnibus Pegaso modelo 5022 de procedencia española, que habían pertenecido a la empresa SPTC (de propiedad de las Municipalidades de Rímac y Comas) adquiridos el 18 de enero de 1966. No integraron propiamente la flota, pero aún malogrados estuvieron en poder de la nacional. Con eso, Enatru se hizo del local de la Planta Comas. También hubo vehículos de mantenimiento (grúas y camiones llanteros).

### Líneas de Enatru-Perú (1990)
| LINEA        | RUTA |
| ------------ | --- |
| 1            | Urb. Villa Sol (Los Olivos) - Av. Camino Real - Ov. Balta - El Palmar (Surco)                                                                            |
| 2            | Rímac - Av. Tacna - Av. Wilson - Av. Arequipa - Miraflores - Barranco                                                                                    |
| 3 (Expreso)  | Villa María del Triunfo - Pachacútec - Vía Expresa - Av. Roosevelt (Lima)                                                                                |
| 3A (Expreso) | Villa María - Surco - Barranco - Ov. Balta - Vía Expresa - Av. Roosevelt (Lima)                                                                          |
| 3A (Expreso) | Villa El Salvador - Panamericana Sur - Circunvalación - Av. Grau - Zepita                                                                                |
| 4 (Expreso)  | Villa Marina (Chorrillos) - Vía Expresa - Av. Roosevelt (Lima)                                                                                           |
| 5 (Expreso)  | San Juan de Miraflores - Vía Expresa - Av. Roosevelt (Lima)                                                                                              |
| 6            | Av. Tacna (última cuadra) - Av. Túpac Amaru - Comas - Km 22                                                                                              |
| 7            | Centro Técnico (SJM) - Av. Arequipa - Comas |
| 8            | Huaycán - Av. Alfonso Ugarte - Av. Túpac Amaru - Comas                                                                                                   |
| 9 (T2)       | Hosp.del Empleado - Av. Alfonso Ugarte - Comas (Tungasuca)                                                                                               |
| 12           | La Perla - Av. Sucre - Plaza 2 de Mayo - Colmena - Av. Tacna - Acho - Las Flores (San Juan de Lurigancho)                                                |
| 12B          | Av. Manco Cápac (última cuadra) - Av. Abancay - Acho - Zárate - Canto Grande                                                                             |
| 12C          | San Felipe - Av. César Canevaro - Avenida Canadá - Av. Javier Prado - Universidad Agraria - Cieneguilla                                                  |
| 13 (12A)     | Las Viñas - Av. Javier Prado - Residencial San Felipe |
| 13A          | Santa Patricia - Av. Javier Prado - Av. La Marina - Feria del Hogar - La Punta (Callao)                                                                  |
| 14           | Callao - Av. Néstor Gambetta - Ventanilla |
| 15           | Atocongo - Av. Arequipa - Av. Alfonso Ugarte - Comas |
| 16 (Z1)      | Plaza Dos de Mayo (Malambito) - Trébol de Caquetá - Panamericana Norte - Ancón                                                                           |
| 48           | Mangomarca - Zarate - Av. Abancay - Hospital del Empleado - Av. La Marina - Callao                                                                       |
| 53           | Rímac - Av. Tacna - Av. Arequipa - Miraflores - Chorrillos                                                                                               |
| 54A          | Fiori - Ingeniería - Hospital Cayetano Heredia - Virú - Pizarro - Av. Tacna - Paseo Colón - Vía Expresa - Chorrillos                                     |
| 54 (54B)     | Covida - Av. Carlos Izaguirre - Rímac - Av. Tacna - Vía Expresa - Curva de Villa - Villa Marina (Chorrillos)                                             |
| 55           | Jr. Montevideo - Vía Expresa - Pachacamac |
| 56           | Jr. Montevideo - Vía Expresa - San Bartolo |
| 58 (59A)     | Campoy - Rímac - Av. Abancay - Av. Salaverry - Miraflores - Vista Alegre - Próceres (Surco)                                                              |
| 59           | Canto Grande - Bayóvar - Las Flores - Av. Abancay - Vía Expresa - Ov. La Curva - Urb. Santa Isabel (Chorrillos)                                          |
| 59B          | Monterrico - Av. Primavera - Av. Angamos - Santa Cruz - Av. El Ejército - San Miguel - Av. La Paz - La Perla                                             |
| 71           | Callao - Av. Angamos - San Juan de Miraflores |
| 72 (A)       | Miraflores (Esq.Teatro Marsano) - Caminos del Inca - Villa el Salvador                                                                                   |
| 74 (F)       | Rímac (El Bosque) - Av. Arenales - Av. Aviación - San Juan                                                                                               |
| 75 (3B)      | Plaza Grau - Circunvalación - Panamericana Sur - Villa El Salvador                                                                                       |
| 76           | Av. Argentina - Av. Salaverry - Surquillo - San Juan |
| 76A          | Av. Perú - Puente Dueñas - Pz. 2 de Mayo - Surquillo - Av. República de Panamá - Ciudad de Dios - San Gabriel                                            |
| 76B          | Ciudad Satélite Santa Rosa (Callao) - Pacasmayo - Av. Perú - Pz. 2 de Mayo - Surquillo - San Juan - Vallecito Alto                                       |
| 76C          | Callao - Av. Argentina - Plaza Castilla - Av. Guzmán Blanco - Surquillo - San Juan - Villa El Salvador                                                   |
| A            | Villa El Salvador - San Juan - Angamos - Surquillo |
| B            | Miraflores - Av. Tomas Marsano - Nueva Esperanza |
| C            | Callao - Av. Colonial - Av. Grau - Nicolás Ayllón - Chaclacayo                                                                                           |
| CH           | Plaza Grau (Callao) - Gambetta - Av. Perú - Av. Grau - C.Central - Chosica                                                                               |
| D            | Urb. San Diego (S.M.P) - Av. Huandoy - Pro - Panamericana Norte - Plaza 2 de Mayo - Av. Salaverry - Hospital del Empleado                                |
| F            | San Juan - San Borja - Av. Canadá - Plaza 2 de Mayo - Plaza Castilla - Av. Argentina                                                                     |
| G            | El Progreso - km 22 - Comas - Av. Caquetá - Evitamiento - Atocongo                                                                                       |
| G1           | Urb. Tungasuca - Av. San Felipe - Av. Túpac Amaru - Evitamiento - Hipódromo                                                                              |
| H            | Torre Electrolima (Ministerio de Transportes) - Jr. Zorritos - Plaza 2 de Mayo - Colmena - Facultad de Medicina - Av. Grau - Carretera Central - Huaycán |
| H1           | Av. Nicolás Dueñas - Plaza 2 de Mayo - Av. Grau - Carretera Central - Santa Anita                                                                        |
| L            | Av. Abancay - San Borja - Panamericana Sur - Conchán - Pachacámac                                                                                        |
| M            | Plaza Manco Capac - Av. Abancay - Av. 9 de Octubre - Montenegro                                                                                          |
| MP           | Mi Perú - Ventanilla - Callao - Aeropuerto - Av. Colonial - Plaza 2 de Mayo                                                                              |
| P            | Villa María - Av. Angamos - Alfonso Ugarte - Comas (Collique)                                                                                            |
| P1           | Plaza 2 de Mayo - Av. Grau - San Borja - San Juan - Av. Pachacútec - José Galvez                                                                         |
| PUC          | Lima - Circunvalación - Panamericana Sur - Lurín - San Bartolo - Pucusana                                                                                |
| S            | Av. Salaverry (Campo de Marte) - Av. Tupac Amaru - Tahuantinsuyo - Av. Hurin Cuzco (Independencia)                                                       |
| S-1          | Av. Salaverry - Av. Tupac Amaru - Independencia (Av. Los Pinos - Farmacia Independencia)                                                                 |
| S-2          | Av. Salaverry - Av. Tupac Amaru - Km. 11 - La Balanza (Comas)                                                                                            |
| S-3          | Plaza 2 de Mayo - Av. Tupac Amaru - Tahuantinsuyo - Payet (Independencia)                                                                                |
| T            | Plaza 2 de Mayo - Colmena - Av. Grau - Av. Pachacútec - Tablada de Lurín                                                                                 |
| T1           | Urb. Tungasuca - Av. San Felipe - Av. Túpac Amaru - Caquetá - Plaza 2 de Mayo - Avenida Grau - Hospital 2 de Mayo                                        |
| V            | Av. Colonial - Av. Faucett - Gambetta - Ventanilla |
| Z            | Hospital del Empleado - Av. Guzmán Blanco - Alfonso Ugarte - Panamericana Norte - Zapallal                                                               |
| Z1           | Plaza 2 de Mayo - Alfonso Ugarte - Panamericana Norte - Puente Piedra - Santa Rosa - Ancón                                                               |

Cabe señalar que, debido a problemas internos de la empresa (particularmente el déficit de ómnibus), al año siguiente (1991) muchas de las rutas fueron suprimidas o también fusionadas unas con otras. Por ejemplo, la 13 y la 13A se fusionaron en una sola (13A). En el caso de esta nueva 13A (que iba ya no hasta San Felipe, sino hasta La Punta) y algunos de los buses iban a Las Viñas y otros a Santa Patricia (distrito de Ate Vitarte), según lo que indicaba el letrero.
Las líneas 2 y 53 (que tenían una ruta muy parecida), a partir del 22 de julio de 1991 se fusionan en una sola (la "2"). Esta nueva 02 a diferencia de la antigua, ya no iba hasta el límite de Barranco con Chorrillos (como lo había hecho desde su aparición en los días de APTL), sino hasta la última cuadra de la avenida José Olaya en Chorrillos. Es decir, hasta donde había sido el último paradero de la 53. Y a diferencia de la 53, ya no ni iba por las avenidas Benavides y Reducto en Miraflores, ni por la San Martín ni Pedro de Osma en Barranco. Esta vez, toda la ruta en esta parte era como lo hacía originalmente la 02 (Parque Salazar - avenida Piérola en Barranco y avenida República de Panamá). 
Posteriormente, tras el cierre de ENATRU, la 02 comenzó a transitar por toda la Avenida Paseo de la República hasta el Óvalo de la Curva en Chorrillos y de ahí se dirigía a las urbanizaciones Delicias de Villa (Chorrillos) y América en San Juan de Miraflores. En 2010, su ruta fue modificada a la Vía de Evitamiento hasta la Carretera Central, debido a que el uso de la Vía Expresa para ómnibus fue confinada exclusivamente para el Metropolitano (en 2007), y se modificaron las rutas que iban por arriba para evitar competencia (desde 2010).

### Los Depósitos
- Planta Lima - José Celendón 595 - Lima Industrial
- Planta Villa (Chorrillos) - Av. Defensores del Morro con Confraternidad - Hoy Patio Sur del Metropolitano
- Planta San Juan - Antigua Panamericana Sur alt. Puente Alipio Ponce
- Planta Comas 1 - Av. Túpac Amaru - Hoy Plaza Vea Pascana
- Planta Atocongo (Villa María del Triunfo).
- Planta Comas 2 - Av. Túpac Amaru km 11 - Hoy La Balanza